# Rio Nam Khan
Nam Khan é um rio no Laos. Ele flui através de Luang Prabang, desaguando na margem esquerda do rio Mekong.